# Campanile Pradidali
Der Campanile Pradidali (2791 m s.l.m.) ist ein turmartiger Felsgipfel in der Pala-Gruppe, auf den einige außerordentlich elegante Kletterrouten führen. Er liegt südwestlich vom Passo di Ball und nördlich der
Cima di Ball. Die in unmittelbarer nähe gelegene Pradidali-Hütte ist ein idealer Stützpunkt für die Ersteigung des Campanile Pradidali, der allerdings auch auf dem leichtesten Anstieg bereits Klettererfahrung erfordert.

## Anstiege
Normalweg
- Schwierigkeit: II
- Zeitaufwand: 1½ Stunden
- Erstersteiger: Wood, Bettega und Barbaria, 1890
- Bemerkung: Route der Erstbegeher

Nordostwand (Kamin-Führe)
- Schwierigkeit: V
- Zeitaufwand: 3 Stunden
- Erstersteiger: Langes, Merlet, 1920

Nordostwand (Wand-Führe)
- Schwierigkeit: IV
- Zeitaufwand: 3 Stunden
- Erstersteiger: Ettore Castiglioni und Gef., 1934
- Bemerkung: Der am meisten begangene Anstieg